# 피브니츠나즈드루이
피브니츠나즈드루이(폴란드어: Piwniczna-Zdrój, 우크라이나어: Північна, Pivnichna )는 폴란드 마워폴스카주 노비송치군에 위치한 도시로 면적은 
38,3km2, 높이는 562m, 인구는 5860명(2019년 기준), 인구 밀도는 153명/km2이다.

## 자매 도시
피브니츠나즈드루이의 자매 도시다.
- 슬로바키아 리파니
- 슬로바키아 사비노우
- 헝가리 케스트헤이
- 헝가리 시크소
- 헝가리 발라톤요르크
- 리투아니아 비르슈토나스